# Vượt lên chính mình
Vượt lên chính mình là một chương trình trò chơi truyền hình do Đài Truyền hình Thành phố Hồ Chí Minh và Công ty Cổ phần truyền thông đa phương tiện Lasta phối hợp sản xuất, được phát sóng trên kênh HTV7 từ ngày 10 tháng 6 năm 2005 đến ngày 29 tháng 12 năm 2018. Chương trình được thực hiện dựa trên định dang của trò chơi truyền hình Xóa nợ (tiếng Thái: ปลดหนี้) của kênh truyền hình CH7 (Thái Lan).
Chương trình này được xây dựng nhằm tạo điều kiện xóa nợ và cấp vốn cho những hộ gia đình khó khăn tại Việt Nam, những người có mong muốn thoát nghèo và cần được hỗ trợ để thực hiện công việc kinh doanh của họ.

## Đối tượng tham gia
Vượt lên chính mình hướng đến đối tượng là các hộ gia đình nghèo, có hoàn cảnh khó khăn trên lãnh thổ Việt Nam có vay vốn ngân hàng Chính sách xã hội của địa phương hoặc các ngân hàng khác, nhưng không có khả năng trả nợ dù đã làm việc hết sức và có nhu cầu xóa nợ (số tiền nợ không quá 15.000.000 đồng).

## Quy định chung
Các thí sinh tham gia chương trình sẽ trải qua hai vòng thi:
- Vòng xóa nợ: Gia đình và đối tượng tham gia phải vượt qua hai thử thách liên quan đến công việc của mình trong vòng 1 phút 30 giây. Hoàn thành mỗi thử thách trong thời gian giới hạn này, họ sẽ được xóa được một nửa số nợ. Nếu không vượt qua được cả hai thử thách, gia đình sẽ phải chia tay với chương trình và nhận hỗ trợ 1.000.000 đồng.  Từ 23 tháng 12 năm 2011 đến hết năm 2016, thí sinh được nhận một quyền trợ giúp cộng thêm thời gian ở 1 trong 2 thử thách bằng cách rút một trong ba lá thăm 3 giây, 5 giây và 7 giây (từ ngày 29 tháng 11 năm 2013 cho đến 17/6/2016, sự trợ giúp cộng thêm sẽ có hiệu lực nếu như gia đình không vượt qua được cả hai thử thách của vòng xóa nợ). Trong năm 2017 và năm 2018, vòng thi này chỉ có một thử thách duy nhất (số tiền xóa nợ đã bị gỡ bỏ).
- Vòng cấp vốn: Thí sinh chọn hai bảng bất kì trong số các bảng có logo của nhà tài trợ ở hai bên sân khấu. Số vốn được cấp cho thí sinh sẽ được tính bằng tổng số tiền ghi trên hai tấm bảng. Năm 2017, nếu gia đình không vượt qua được thử thách ở vòng xóa nợ thì chỉ được chọn một tấm bảng. Năm 2018, nếu gia đình cứ mỗi 1 giây vượt quá thời gian quy định (1 phút 30 giây) hoặc 1 sản phẩm còn thiếu sẽ bị trừ 100.000 đồng, cứ mỗi 1 sản phẩm nặng còn thiếu sẽ bị trừ 1.000.000 đồng vào tổng số tiền rút bảng.

### Các phần thi khác
- Trò chơi dành cho khán giả địa phương (2005-2016)
- Học bổng vì tương lai con em chúng ta (2017): Các em nhỏ trong gia đình tham gia phải thực hiện một yêu cầu mà chương trình đưa ra, nếu thành công được 5.000.000 đồng, còn không thì sẽ được hỗ trợ 4.000.000 đồng.
- Trò chơi liên hoàn (2018): Dành cho 5 người (gồm có gia đình tham gia, khách mời và một số Đoàn viên Thanh niên xã nơi ghi hình), bao gồm 4 trò chơi với giải thưởng tiền mặt tối đa là 4.000.000 đồng. Cứ 1 giây vượt quá thời gian quy định (1 phút 30 giây) sẽ bị trừ 100.000 đồng, cứ 1 trò chơi liên hoàn không vượt qua được sẽ bị trừ 1.000.000 đồng vào giải thưởng.
- Rút thăm may mắn (đã ngưng thực hiện): Rút thăm để trao hai phần quà may mắn cho các khán giả đến xem chương trình tại hiên trường, khán giả tự ghi thăm của mình và số CMND bỏ vào thùng.[3] Về sau, phần rút thăm khán giả chuyển thành phần rút thăm cho thí sinh với ba thùng cuộn (năm 2015 và 2017 là 2 thùng), mỗi thùng gồm có 9 cuộn thăm 3.000.000 đồng & 1 cuộn thăm 30.000.000 đồng (năm 2009 và 2018 là 20.000.000 đồng). Thí sinh sẽ rút mỗi một thùng 1 cuộn.
- Quà tặng (trước 2010): Gia đình tham gia sẽ được nhận các phần quà từ nhà tài trợ & có cơ hội bốc được lá thăm 20.000.000 đồng trong thùng phiếu gồm 9 phiếu 3.000.000 đồng (ở phiên bản cũ là 5.000.000 đồng) và 1 phiếu 20.000.000 đồng (ở phiên bản cũ là 15.000.000 đồng).[4]

## Sản xuất

### Lịch sử sản xuất
Vượt lên chính mình được đồng thực hiện giữa Ban Khoa giáo, Đài Truyền hình Thành phố Hồ Chí Minh và Công ty Cổ phần truyền thông đa phương tiện Lasta. Ngoài ra, công ty Lasta cũng hợp tác sản xuất và phát sóng chương trình này với các đài truyền hình địa phương nơi có thí sinh tham gia, bao gồm Hải Phòng (THP), Khánh Hòa (KTV), Vĩnh Long (THVL2), v.v.
Vào tháng 11 năm 2018, nghệ sĩ Quốc Thuận - MC của chương trình của tại thời điểm - đã thông báo về khả năng dừng sản xuất của Vượt lên chính mình sau 14 mùa thực hiện. Sau đó, vì lý do khó khăn tài chính đến từ phía đơn vị sản xuất (Lasta), chương trình đã không còn được phát sóng kể từ sau ngày 16 tháng 2 năm 2019. Thí sinh cuối cùng tham gia chương trình này được thực hiện tại huyện Xuân Lộc, tỉnh Đồng Nai.

### Người dẫn chương trình
Nghệ sĩ Quyền Linh đảm nhận vai trò dẫn chương trình trong phần lớn thời gian phát sóng sóng. Trong những năm đầu tiên, bên cạnh MC tại hiện trường nơi diễn ra cuộc thi, biên tập viên Phương Thảo cũng xuất hiện trong vai trò người dẫn chương trình ở các phân cảnh được thực hiện trong phim trường. Các phiên bản được phát sóng tại các tình thành khác sẽ được dẫn dắt bởi những người dẫn chương trình của chính địa phương và các nghệ sĩ, ca sĩ, diễn viên đó ở các cảnh quay tại phim trường. Từ ngày 13 tháng 1 năm 2012, toàn bộ chương trình chỉ còn lại phần lời dẫn của MC ngoài trời.
Từ ngày 1 tháng 4 năm 2017 đến ngày 13 tháng 1 năm 2018, vị trí người dẫn chương trình được giao lại cho Đức Thịnh. Trong 50 số phát sóng còn lại của năm phát sóng cuối cùng (2018), diễn viên Quốc Thuận trở thành MC của chương trình này.

### Bài hát chủ đề
Bài hát chủ đề của chương trình là "Vượt lên chính mình", do nhạc sĩ Thế Hiển sáng tác, biểu diễn bởi ca sĩ Thanh Thúy (05/06/2009 - 25/05/2012), Thế Hiển (30/07/2010 - 25/05/2012), Tốp ca các ca sĩ Võ Hạ Trâm - Thụy Vân - Triệu Lộc - Duy Khôi (01/06/2012 - 29/12/2018)

## Đón nhận
Ngay trong năm đầu tiên (2005), chương trình đã nhận được giải Mai Vàng dành cho chương trình trò chơi truyền hình hay nhất do độc giả báo Người Lao Động bình chọn. Tại Thành phố Hồ Chí Minh, tỉ suất người xem của chương trình đạt 35%, mức cao nhất trong các trò chơi truyền hình trên HTV. Thị phần trung bình của chương trình đạt 75%. Bên cạnh đó, chương trình đã được phát sóng trên kênh HTV7, HTV9, HTV4, HTVC Thuần Việt cùng gần 20 kênh truyền hình địa phương khác trên toàn lãnh thổ Việt Nam và kênh Let's Viet (VTC9/SCTV4), phủ sóng trong khu vực dân cư vào khoảng 30 triệu người.
Sự hấp dẫn của Vượt lên chính mình nằm ở yếu tố kịch bản hấp dẫn, có sự tham gia của những nghệ sĩ khách mời được khán giả mến mộ, các thử thách vừa sức người chơi. Đặc biệt, hình ảnh anh "nông dân" Quyền Linh đi dép nhựa tổ ong, quần xắn gối, lăn xả trên hiện trường, những nụ cười xen lẫn nước mắt của thí sinh nghèo khi chiến thắng các vòng chơi và được xóa nợ đã ghi dấu ấn khó phai trong lòng khán giả.
Vào giữa năm 2018, Trung tâm Top Việt Nam (đơn vị trực thuộc Tổ chức Kỷ lục Việt Nam - Vietkings) đã bình chọn Vượt lên chính mình là một trong năm chương trình truyền hình vì cộng đồng được yêu thích năm 2017.

## Giải thưởng
| Năm  | Giải thưởng   | Hạng mục             | Đề cử cho           | Kết quả   | Tham khảo |
| ---- | ------------- | -------------------- | ------------------- | --------- | --------- |
| 2005 | Giải Mai Vàng | Chương trình của năm | Vượt lên chính mình | Đoạt giải | [ 9 ]     |
| 2008 | Giải Mai Vàng | Chương trình của năm | Vượt lên chính mình | Đoạt giải | [ 10 ]    |

## Phát sóng
Số đầu tiên của chương trình được phát sóng vào ngày 10 tháng 6 năm 2005. Chương trình được phát sóng lần đầu tiên trên kênh HTV7 vào lúc 20:00 thứ sáu hàng tuần (có thời gian được phát vào 20:20 những năm 2005-2009 hoặc 20:10 vào những năm 2009-2012). Từ ngày 7 tháng 1 năm 2017 đến ngày 29 tháng 12 năm 2018, chương trình chuyển sang khung giờ 09:15 các ngày thứ bảy. Bên cạnh đó, Vượt lên chính mình còn được phát lại ở một số khung giờ khác trong tuần trên các kênh HTV7, HTV9, HTV4, HTVC Thuần Việt và được đồng phát sóng trên gần 25 kênh truyền hình địa phương khác và trên các nền tảng số của HTV và 17 đài truyền hình địa phương.